# Проводник
 Тази статия е за монтажни изделия за силови и информационни електрически вериги.  За материалите провеждащи електричен ток  вижте Проводници на електричество (физика).  
Проводниците са специално произведени електроинсталационни изделия за провеждане на електрическия ток за съединителни силови и информационни вериги. Общото название на тези монтажни елементи е електрически проводници, но на практика за тях се използва само популярното наименование проводници.
Проводниците са основният елемент при изграждането на преносни и разпределителни линии за високо и ниско напрежение, електрически инсталации, както и за свързване на активни и пасивни електрически и електронни елементи в апаратура от всякакъв характер или при изграждането на двигатели и изпълнителни механизми, използващи електрическа енергия. Първото и основно качество на проводниците е да имат голяма електрическа проводимост и използването им да не внася загуби на енергия в електрическите уредби, апаратура и електротехническа изделия.
Фабрично произведеният проводник е изолирано или неизолирано тоководящо едножично или многожично жило (въже), или шина от метал или сплави с добра електрическа проводимост, високи механични характеристики и устойчивост на химически въздействия. Проводници се наричат също и частите от електрическата мрежа реализирани като съединителни шини в трансформаторни и разпределителни станции или промишлени инсталации, обезпечаващи електрическа енергия с голяма мощност.

## Класификация
Показаното тук деление е условно, тъй като на практика проводниците може да бъдат включени в няколко от изброените видове класификации по използавани материали, видове проводници с тяхното различие по конструкция, изолация и монтажни характеристики.
- според използвания материал. Използват се материали с висока проводимост – мед (най-масовият използван метал), алуминий, олово, калай, сребро, платина, никел и за специални цели в електровакуумната техника волфрам и молибден. Течният метал живак се използва като контактен материал в специални измервателни средства и за живачни изправители. В електропромишлеността намират голямо приложение сплавите на медта – месинг (за тоководещи детайли за електрически апарати и съоръжения) и бронз (тоководещи пружини, колекторни пластини, контакти и контактни проводници).
- Конструкция и вид на жилото. Обикновено до 10 mm2 проводниците за инсталации са едножични, над 16 mm2 многожични. Многожични проводници са произвеждат и с по-малко сечение в зависимост от предназначението на проводника, особено ако има изисквания проводникът да е гъвкав. Напречното сечение на проводника е важен параметър, тъй като е определящ за допустимия максимален ток. Сечението на жилото при известен диаметър {\displaystyle d} се определя по формулата:

{\displaystyle S=0,785d^{2}}
- Изолация на жилото. Използва се лакова, каучукова, пластмасова, текстилна, хартиена или комбинация от тези видове, в зависимост от потребностите (например тези за производство на шнурове).
- Защитата на изолацията на жилото. Защитната покривка на изолираното жило е предназначена за механична, химическа или друга защита и е оплетка от текстилни материали, обвивка от текстилни материали, допълнително импрегниране на текстилната обвивка, обвивка от пластмаса или каучук.
- По начина на производство – голи проводници (проводници без изолация) и изолирани проводници.
- По предназначението – инсталационни, обмотъчни и монтажни.
- По показатели, свързани с техниката на безопасност – номинално работно напрежение (показва номиналия работен режим в съответствие с използваната изолация) и изпитвателно напрежение – доказва сигурността на изолацията при превишение с определана стойност.[2]

## Класификация според използването

### Голи проводници
Медни проводници. Поради високата си цена и като дефицитен материал, медните проводници се използват като електропроводи в разпределителни мрежи ниско напрежение. Предаваната електрическа мощност определя конструктивния вид, диаметъра на жилото, броя на тоководещите жила и общия диаметър на проводника. Шините като тоководещи проводници се използват в разпределителните уредби или като такива в промишлени предприятия, монтирани на недостъпни места или в места със специален достъп и контрол. Меден кръгъл калайдисан проводник се използва за монтаж в електрическите системи, но се използва и като тоководещо жило в изолирани кабели. Медно гъвкаво въже се използва за подвижни връзки в електрическите машини и апарати. Разновидност на въжето е медната неизолирана оплетка от проводници, използвана за тоководеща връзка при мобилни устройства и такива, работещи в режим на вибрации. Това е най-често срещаната връзка на отрицателния полюс на акумулатора с шасито на автомобилите – т. нар. „маса“.
Алуминиеви проводници. Намират приложение главно в разпределителните мрежи ниско напрежение, където се прилагат и слаби механични усилия върху електрическата мрежа.
Алуминиево стоманени проводници. Използва се якостта на стоманата и добрата електропроводимост на алуминия. Около стоманеното ядро се усуква алуминиев проводник и се използва за тоководещ проводник при електропроводите ниско и високо напрежение. 

### Изолирани проводници
Изолираните проводници биват:

- инсталационни;

- обмотъчни.
- Инсталационни проводници

Инсталационните проводници намират приложение при направата на електрически уредби и за свързването на консуматори на електрическа енергия към електрическата уредба. При изграждането на електрическите уредби основно се използват проводниците с поливинилхлоридна изолация. Те отговарят на критериите за неподвижно полагане в електрическата инсталация, имат работно напрежение до 1000 V, допустимо нагряване до 70 °С и може да се използват в температурен диапазон на околната среда от -25 до +50 °С. Най-използвани са:
- проводник с винилитова (поливинилхлоридна) изолация;
- проводник мостов с винилитова изолация. Всяко проводниково жило е изолирано. Двете жила са поместени разделени в общ шланг. При липса на такова разделяне, полученият проводник не е мостов;
- проводник с винилитова обвивка за въздушно окачване. Медното или алуминиевото жило е изолирано с поливинилхлоридна или полиетиленова изолация и е покрито с поливинхлоридна обвивка. Използва се за свързване на жилищни и други електрически уредби към въздушната електроразпределителна мрежа. Поради външните условия този проводник трябва да е устойчив при температури от -30 до +50 °С. За тези цели в миналото се използваше т.нар. проводник рекордоман, в който се използваше изолация на база текстилна оплетка и битумна импрегнация;
- проводник с винилитова изолация в оловна обвивка с термопластично предпазно покритие. Използва се и каучукова изолация вместо поливинилхлоридна;
- проводник звънчев мостов с поливинилна изолация предназначен за работно напрежение 42 V;[4]
- специални проводници с каучукова или поливинилхлоридна изолация в един или два слоя и с текстилна оплетка или монтирани в шлаух, с тежък работен режим от вибрации, механични увреждания и в агресивна химическа среда. Използват се за монтаж в транспортни или други технически съоръжения.

- Обмотъчни проводници

Обмотъчните проводници се използват за производството на електрически машини, апарати, съоръжения и високочестотна радиотехническа апаратура. Според предназначението и конструктивното оформление, се делят на емайлирани и намотъчни проводници.
- Емайлирани проводници. Произвеждат се в следните основни групи:
  - с повишена топлоустойчивост;
  - директно спойващи се (например ПЕЛ-2П – проводник меден, емайлиран, с полиуретанов лак, с усилена дебелина на изолацията, директно спойващи се без зачистване на изолацията);
  - със синтетичен лак и с термопластично лаково покритие;
  - маслоустойчиви (например ПЕМ-1 – проводник меден, емайлиран, маслоустойчив, с нормална дебелина на изолацията, използван при производство на трансформатори поради устойчивостта на трансформаторното масло и невъзможност за късо съединение между отделните витки и слоеве на намотката на трансформатора)
- Намотъчни проводници. Произвеждат се следните основни видове:
  - с комбинирана изолация от лак и прежда с кръгли жила;
  - с комбинирана изолация от топлоустойчив лак и безалкална стъклена прежда с кръгли и правоъгълни жила;
  - с комбинирана изолация от хартия и прежда, с кръгли и правоъгълни жила;
  - високочестотни за нуждата на радиоелектронните средства (литцедрати);
  - с комбинирана изолация за специално предназначение, с кръгли и правоъгълни жила.[6]

## Определяне сечение на проводник
За избор на тип проводник и неговото сечение при реализиране на една инсталация, се използват фабрични каталожни данни и приети за това електротехнически стандарти. Проводникът с неговата изолация се определя от мястото и условията за монтаж, а сечението зависи от необходимата мощност и ток за консуматора. Полагането на електрическата инсталация винаги е свързано и с определяне на мястото и параметрите на защитата – предпазител за съответния токов кръг.
Пример: Да се захрани електронагревателен уред с мощност W = 4.75 kW с меден проводник, положен в кабелен канал. Изчисляване на тока: I = W/U. Напрежението ни е известно – 220 V. Съгласно формулата консумираният ток е I = 4750/220 = 21.6 A. По условието на този пример захранващия кабел ще бъде положен в пластмасов кабелен канал, което е равносилно на скрита инсталация. Проводниците са от мед. Затова при избора на сечение на проводника се ползват препоръчителни таблици за използването на проводникови материали и например към колона „скрита инсталация“, подколона „мед“ се търси клетка с най-близката, но по-голяма стойност на тока – 27.0 A. Определяме необходимото сечение на проводника 4 mm2.